# Scarborough (Maine)
Scarborough – miasto w Stanach Zjednoczonych, w stanie Maine, w hrabstwie Cumberland.